# Klaus Bartelmuss
Klaus Bartelmuss (* 3. März 1960) ist ein österreichischer Industrieller und Musikmanager aus Teufenbach.

## Leben
Bartelmuss absolvierte die Höhere Technische Lehranstalt TGM in Wien und übernahm im Alter von 21 Jahren mit seinem Bruder Heinz nach dem plötzlichen Tod ihres Vaters Heinrich Bartelmuss dessen Firma, die heutige IBS Paper Performance Group, in der kleinen obersteirischen Gemeinde Teufenbach. 2011 erzielte das auf allen Kontinenten tätige Unternehmen 85 Millionen Euro Umsatz und beschäftigte über 500 Mitarbeiter. 2012 übernahm Klaus Bartelmuss die Anteile seines Bruders Heinz und ist nun 100%iger Eigentümer der IBS PPG. 2019 hatte das Unternehmen einen Umsatz von 125 Mio. Euro und 750 Mitarbeiter.
Als Musikmanager ist Bartelmuss seit 1994 aktiv, als er für die Aufnahmen seines ehemaligen Schleifers Nik P. das Plattenlabel Stall Records gründete. Sein größter Erfolg ist Andreas Gabalier, als dessen Entdecker er gilt.